# Marguestaud
Der Marguestaud (französisch: Ruisseau de Marguestaud) ist ein kleiner Fluss in Frankreich, der in der Region Okzitanien verläuft. Er entspringt beim Schloss Basseilac im südwestlichen Gemeindegebiet von Caubiac, nahe der Grenze zu den Nachbargemeinden Cadours und Encausse, entwässert generell in nordöstlicher Richtung und mündet nach rund 23 Kilometern im Gemeindegebiet von Verdun-sur-Garonne als linker Nebenfluss in den Saint-Pierre, der selbst etwa 200 Meter weiter die Garonne erreicht.
Auf seinem Weg durchquert der Marguestaud die Départements Haute-Garonne und Lot-et-Garonne.

## Orte am Fluss
(Reihenfolge in Fließrichtung)
- Basseillac, Gemeinde Caubiac
- Cadours
- Drudas
- Galembrun, Gemeinde Launac
- Saint-Cézert
- Aucamville
- Touyrats, Gemeinde Verdun-sur-Garonne